# Teucholabis (Teucholabis) megaspatha
Teucholabis (Teucholabis) megaspatha is een tweevleugelige uit de familie steltmuggen (Limoniidae). De soort komt voor in het Neotropisch gebied.